# Liste der Stolpersteine in Ponferrada

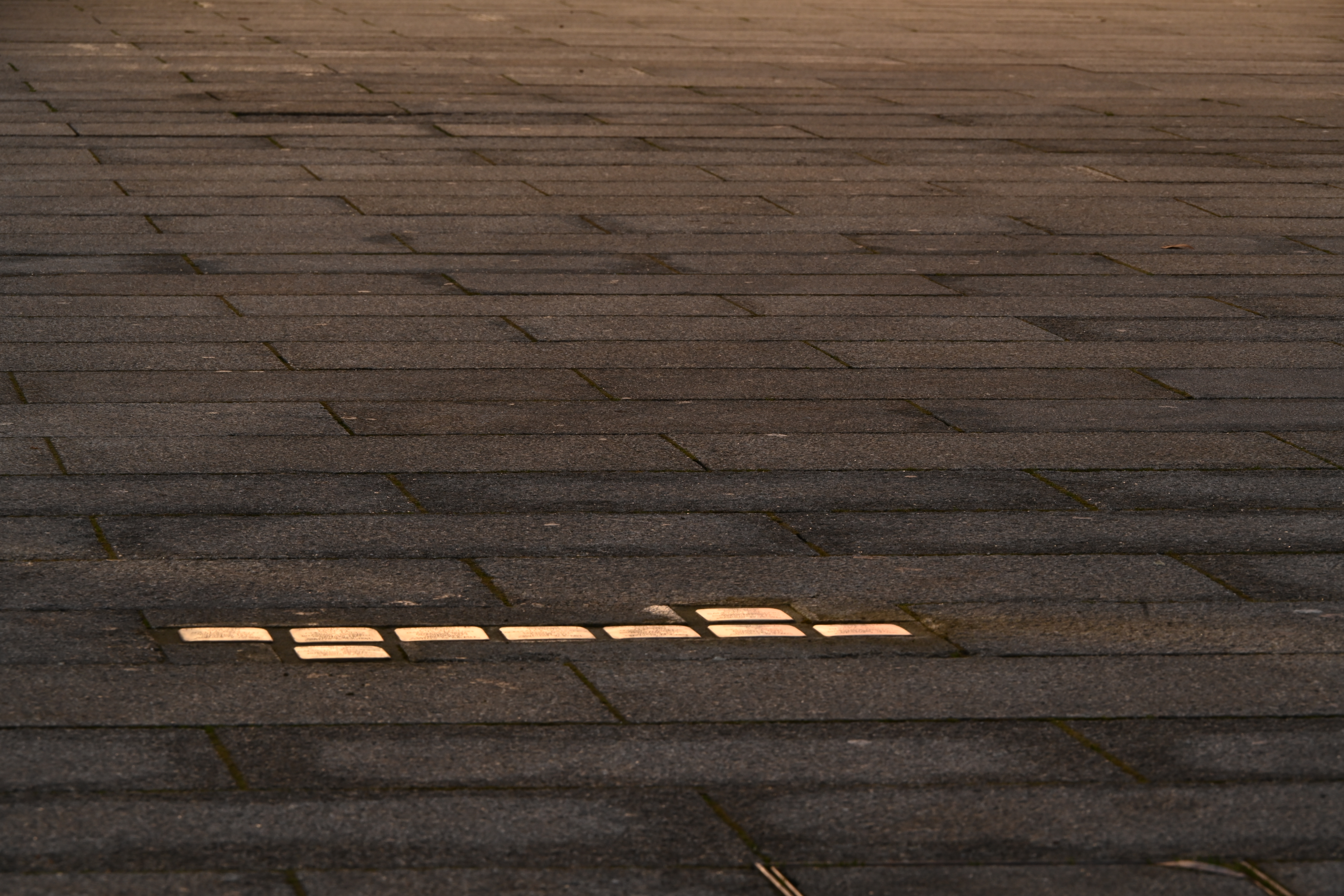
Stolpersteine in Ponferrada

Die Liste der Stolpersteine in Ponferrada enthält die Stolpersteine, die in Ponferrada in der Autonomen Gemeinschaft Kastilien-León in Spanien verlegt wurden. Stolpersteine sind ein Projekt des deutschen Künstlers Gunter Demnig. Sie erinnern an das Schicksal der Menschen, die von den Nationalsozialisten ermordet, deportiert, vertrieben oder in den Suizid getrieben wurden. Sie liegen im Regelfall vor dem letzten selbstgewählten Wohnsitz des Opfers.
Die kastilische Übersetzung des Begriffes Stolpersteine lautet: pedres que fan ensopegar, sie werden jedoch meist piedras de la memoria (Erinnerungssteine) genannt.

## Verlegte Stolpersteine
In Ponferrada in der Provinz León wurden fünfzehn Stolpersteine verlegt. Alle befinden sich auf dem Plaza del Ayuntamiento Lage.
| Stolperstein | Übersetzung | Name, Leben                                |
| ------------ | --- | ------------------------------------------ |
|              | IN PARADASECA IM JAHR 1912 GEBOREN WURDE ANTONIO ABELLA BARREDO EXIL FRANKREICH INTERNIERT [---] DEPORTIERT 1941 MAUTHAUSEN-GUSEN ERMORDET 5.12.1941                    | Antonio Abella Barredo (1912–1941)         |
|              | IN SAN ANDRÉS DE LA FUENTES IM JAHR 1914 GEBOREN WURDE JOSÉ ALONSO ALONSO EXIL FRANKREICH INTERNIERT GNEIXENDORF DEPORTIERT 1941 MAUTHAUSEN-EBENSEE BEFREIT             | José Alonso Alonso (1914–)                 |
|              | IN CASTRILLO DE CABRERA IM JAHR 1919 GEBOREN WURDE VICTOR ALONSO ALONSO EXIL FRANKREICH INTERNIERT STRASSBURG DEPORTIERT 1940 MAUTHAUSEN SANKT LAMBRECHT BEFREIT        | Victor Alonso Alonso (1919–)               |
|              | IN ALBARES DE LA RIBERA IM JAHR 1916 GEBOREN WURDE JOSÉ CALVETE FERNÁNDES EXIL FRANKREICH INTERNIERT COMPIEGNE DEPORTIERT 1944 BUCHENWALD ERMORDET 23.5.1944            | José Antonio Calvete Fernándes (1916–1944) |
|              | IN CARRACEDO IM JAHR 1914 GEBOREN WURDE ROGELIO CANEDO YEBRA EXIL FRANKREICH INTERNIERT TRIER DEPORTIERT 1941 MAUTHAUSEN-STEYR GUSEN BEFREIT                            | Rogelio Canedo Yebra (1914–)               |
|              | IN BARJAS IM JAHR 1901 GEBOREN WURDE ANTONIO GARCÍA EXIL FRANKREICH IM WIDERSTAND INTERNIERT COMPIEGNE DEPORTIERT 1944 NEUENGAMME BEFREIT                               | Antonio García (1901–)                     |
|              | IN TEJEDO DE ANCARES IM JAHR 1917 GEBOREN WURDE CEFERINO GARCÍA ALFONSO EXIL FRANKREICH INTERNIERT TRIER DEPORTIERT 1941 MAUTHAUSEN ERMORDET 10.2.1942 SCHLOSS HARTHEIM | Ceferino García Alfonso (1917–1942)        |
|              | IN PALACIO DEL SIL IM JAHR 1900 GEBOREN WURDE ELPIDIO GONZÁLEZ GONZÁLEZ EXIL FRANKREICH DEPORTIERT 1940 'CONVOY DER 927' MAUTHAUSEN ERMORDET 24.9.1941 GUSEN            | Elpidio González González (1900–1941)      |
|              | IN PÁRAMO DEL SIL IM JAHR 1918 GEBOREN WURDE EULOGIO GONZÁLEZ BLANCO EXIL FRANKREICH INTERNIERT TOULOUSE DEPORTIERT 1944 BUCHENWALD BEFREIT                             | Eulogio González Blanco (1918–)            |
|              | IN AN JUAN DE LA MATA IM JAHR 1901 GEBOREN WURDE AGUSTÍN OVALLE OVALLE EXIL FRANKREICH INTERNIERT [...] DEPORTIERT 1942 MAUTHAUSEN ERMORDET 12.4.1942                   | Agustín Ovalle Ovalle (1901–1942)          |
|              | IN BALOUTA-CANDÍN IM JAHR 1908 GEBOREN WURDE JOSÉ PÉREZ CANEDO EXIL FRANKREICH INTERNIERT TRIER DEPORTIERT 1941 MAUTHAUSEN-GUSEN ERMORDET 15.1.1942                     | José Pérez Canedo (1908–1942)              |
|              | IN BENUZA-LOMBA IM JAHR 1912 GEBOREN WURDE RAFAEL RIVERA BLANCO EXIL FRANKREICH DEPORTIERT 1941 MAUTHAUSEN ERMORDET 8.12.1941 GUSEN                                     | Rafael Rivera Blanco (1912–1941)           |
|              | IN VEGA DE VALCARCE IM JAHR 1908 GEBOREN WURDE EDUARDO SAMPRÓN CEREIJO EXIL FRANKREICH DEPORTIERT 1941 MAUTHAUSEN ERMORDET 26.10.1941 GUSEN                             | Eduardo Samprón Cerejo (1908–1941)         |
|              | IN BUSMAYOR-BARJAS IM JAHR 1910 GEBOREN WURDE MIGUEL SANTÍN CARRETE EXIL FRANKREICH DEPORTIERT NEUENGAMME ERMORDET 30.11.1944 BERGEN-BELSEN                             | Miguel Santín Carrete (1910–1944)          |

## Verlegedaten
- 27. Januar 2022
- 25. November 2022